# 海老原博幸
海老原 博幸（えびはら ひろゆき、1940年3月26日 - 1991年4月20日）は、日本の男性元プロボクサー。東京都福生市出身。本名は松田博幸。協栄ボクシングジム所属。元WBA・WBC世界フライ級王者。元リングマガジン世界フライ級王座。日本人初のWBC世界王者かつ二団体統一世界王者（ただし当時はWBA・WBC分立前だったため、公式には統一王者とはみなされていない）。東京都立第五商業高等学校中退。
同じ階級のファイティング原田、青木勝利とともに「フライ級三羽烏」と呼ばれた。

## ボクシングとの出会い
10代の海老原は目黒のトンカツ屋で出前のアルバイトを募集していた為に面接に行くと、いかつい顔の店主がじっと彼の体、特に足を見て「縄跳びしてみろ」と言った。何の意味があるのか判らなかったものの、とにかくバイトで金を稼ぎたかった海老原は店主の言うままにジャンプやダッシュを繰り返した。この親父は面接の後すぐに店を畳んでいる。この店主、実は豪傑で名高いライオン野口（岩田愛之助系の国士でもある）の高弟で、野口ジムの四天王と呼ばれたファイター型のボクサーだったが、ボクサーを辞めてマネージャーとなるとヤクザにタカラれる毎日でホトホト嫌気がさしたので『堅気になろう』とジムの後輩山神淳一を大番頭に心機一転「とんかつ屋」を開いたばかりであった。そして、この店主が後に8人の世界チャンピオンを誕生させた金平正紀である。金平と親交のあった安部譲二は仲間と一緒に開店祝いを出したのに直ぐに閉めた事に文句を言いに来て、金平から聞いたのが上記の証言としているがこの説はあまりにドラマチックであり、実際は面接にきた少年と金平が世間話を始めたのが始まりという説もある。ともかく運命の出会いを果たした二人は、菓子折りを手に方々のジムを借り練習を始め、馬小屋を改造したささやかなジムを拠点とした。これが協栄ボクシングジムの歴史の始まりである。

## カミソリ・パンチ
同時期のライバルで後に親友となるファイティング原田（東日本新人王決勝で両者は対決し、原田の判定勝ち）は「海老原は天才だった」と述べており、名王者リカルド・ロペスも大橋秀行との対談で海老原の実力を高く評価している。当時数多くの強豪が犇いていたフライ級の戦線で原田にこそ敗れたが、三羽烏のライバル青木勝利、東洋王座を10度防衛する中村剛（通算4戦して3勝1分）、後の世界王者チャチャイ・チオノイ、そして現役世界王者ポーン・キングピッチなどを相手に国内歴代3位となる29連勝（世界戦を除いた戦績は62戦60勝1敗1分）を達成、連勝ストップ後も海外で後の世界王者アラクラン・トーレスに2勝するなどフライ級では屈指の実力者であった。その実力の高さから、ポーンを破り世界王座を獲得したサルバトーレ・ブルニ（ イタリア）の陣営が頑なに海老原との対戦を拒んだというエピソードもある。天性のリズムと絶妙のタイミングから放たれる左ストレートは、カミソリ・パンチと称され、その強打を駆使し国内歴代2位となる33KOを記録。師匠で数多くの世界王者を育てた金平も「最もパンチ（力）があったのは海老原だ」と語るほどである。また精神力も高く、試合中に拳を骨折しながら試合終了まで耐える事もしばしばであり、海老原を含む多くの世界王者を育てた名トレーナーエディ・タウンゼントも後に「一番ガッツがあったのは海老原だった。海老原は本当の男だ」と語っている。
上記の通り、その強打からボクサーとしては致命傷とも言える7度の拳の骨折を経験した。2度目のタイトルを獲得したホセ・セベリノ戦では試合前に骨折した右拳に打ち込んだ麻酔が試合中に切れてしまった上、途中左拳も痛めたが、激痛を堪えてフルラウンド戦った。また現役最後の試合となったバーナベ・ビラカンポ戦でも試合序盤に右拳の骨折と左肩の脱臼を引き起こしたが、フルラウンド戦い抜いている。

## 現役引退後
引退後は協栄ジムのトレーナーやテレビ東京の解説者を務めた。1986年8月、娘を交通事故で亡くしている。その後、過度の飲酒により肝機能障害を患い、1991年4月20日に51歳で死去した。原田は「俺は親の葬式でも泣かなかったが、海老原が死んだ時は泣きまくった」と大ショックを受けた。墓所は八王子市の富士見台霊園。

## 主な戦績
- 1959年9月20日、栗原和彦戦で19歳でプロデビュー。
- 1960年12月24日、後楽園ジムナジアムにて原田政彦（笹崎）との東日本フライ級新人王決定戦に挑むものの前半2度のダウンを奪われ、6R判定負け。初黒星を喫した。
- 1961年
  - 1月から1963年11月まで29連勝（16KO、1引分挟む）を記録。
  - 4月5日、当時無敗であった三羽烏のライバル、青木勝利（三鷹）と対戦。2RKO勝ち。
  - 7月28日、後に日本スーパーバンタム級王者に就く全日本バンタム級新人王、太郎浦一（新和）と対戦。3RKO勝ち。
- 1962年
  - 5月4日、ローマオリンピックボクシングバンタム級日本代表で、後に2度日本バンタム級王者に就く芳賀勝男（暁）と対戦。10R判定勝ち。
  - 12月31日、弥栄会館にて後のWBA世界フライ級、WBC世界同級王者で当時OBF東洋フライ級王者であるチャチャイ・ラエムファバー（ タイ）と対戦し12R判定勝ち(3-0)。この試合はチャチャイが計量に失敗し王座を剥奪され、海老原が勝利した場合に東洋王者となるルールとなったが、試合後にチャチャイ陣営が体重オーバーによる2オンスのグローブハンデを付けられた事に抗議し、タイトル獲得は無効となった。
- 1963年9月18日、東京都体育館にて世界フライ級王者ポーン・キングピッチ（ タイ）に同級4位として挑戦。自慢の左で2度ダウンを奪い、1RKO勝ちで世界王座を獲得した。海老原の強打に足が痙攣したポーンは、立ち上がることができず10カウントを聞いた[2]。
- 1964年
  - 1月23日、バンコクのラジャダムナン・スタジアムにて行われた初防衛戦となる前王者ポーン・キングピッチとのリターンマッチ。試合前に拳を痛め手数があまり出ない中、2Rに左をクリーンヒットさせポーンをグラつかせるが、後半ポーンの老練なボクシングに苦しみ、10Rには左目をバッティングで負傷。ポーンにペースを握られつつも最後まで堪え、前半ポイントを稼いだ海老原が優勢と思われたが、地元判定が災いし、判定負け(1-2)で王座から陥落した[2]。
  - 4月30日、ロサンゼルスのオリンピック・オーデトリアムにて後のWBC世界フライ級王者アラクラン・トーレス（ メキシコ）と対戦。12R判定勝ち(2-1)。
- 1965年1月3日、過去3度戦っているOBF東洋フライ級王者、中村剛（新和）と4度目の対戦。10R判定勝ち。
- 1965年
  - 5月7日、ロサンゼルスのロサンゼルス・メモリアル・コロシアムにてWBA世界フライ級1位として同級2位のアラクラン・トーレスと世界王座挑戦権をかけて再戦。1R早々ダウンを奪いペースを掴み、7Rには左ストレートから連打を浴びせて再びダウンを奪う。トーレスが立ちあがった所に追撃し通算3度目のダウンを奪い、7RTKO勝ち。
- 1966年7月15日、ブエノスアイレスのルナ・パーク・スタジアムにてWBA・WBC世界フライ級王者オラシオ・アカバリョ（ アルゼンチン）に同級1位として挑戦するも試合前に痛めた左拳を4Rに骨折し、右手のみで追いかけ回したが及ばず15R判定負け(0-3)[2]。
- 1967年4月10日、後の日本フライ級王者であるスピーディ早瀬（中村）と対戦。10R判定勝ち。
- 1967年8月12日、世界王座挑戦が決定していた田辺清（田辺）が網膜剥離にて引退、ピンチヒッターとして再びオラシオ・アカバリョの世界王座に同級3位としてブエノスアイレスのルナ・パーク・スタジアムにて挑戦。序盤はリードするものの、6Rに左拳を再び骨折、後半アカバリョの反撃に見舞われ、またも15R判定負け(0-2)[2]。
- 1969年
  - 3月30日、札幌中島スポーツセンターにてWBA世界フライ級2位として同級1位ホセ・セベリノ（ ブラジル）と空位となっていたWBA世界フライ級王座を賭けて対戦。試合前、痛めた右拳に麻酔を打って試合に臨むが3Rに切れてしまった上、9Rには左拳も痛めるが、終始優勢に試合を進め、大差の15R判定勝ち(3-0)。再度世界王座を獲得した[2]。
  - 10月19日、大阪府立体育館にて同級2位のバーナベ・ビラカンポ（ フィリピン）との初防衛戦。序盤は互角ながら3Rに公開スパーリングで負傷していた左肩を痛め、右手一本で戦い続けるも10R以降はダウン寸前に陥るほど一方的に攻められ、15R判定負け(0-3)。またも初防衛に失敗した[2]。なお、試合後に右拳も骨折していた事が判明した。この試合は当時トレーナーであったエディ・タウンゼントが「タオルを投げる事も考えたが、海老原が拒み続けたので投げられなかった。僕の中で観ていて一番辛い試合だった」と後に語っている。
- 1970年1月、引退。

## 獲得タイトル
- WBA世界フライ級王座（1期目:防衛0、2期目:防衛0）
- WBC世界フライ級王座（防衛0）
- リングマガジン世界フライ級王座